# Тиссагети

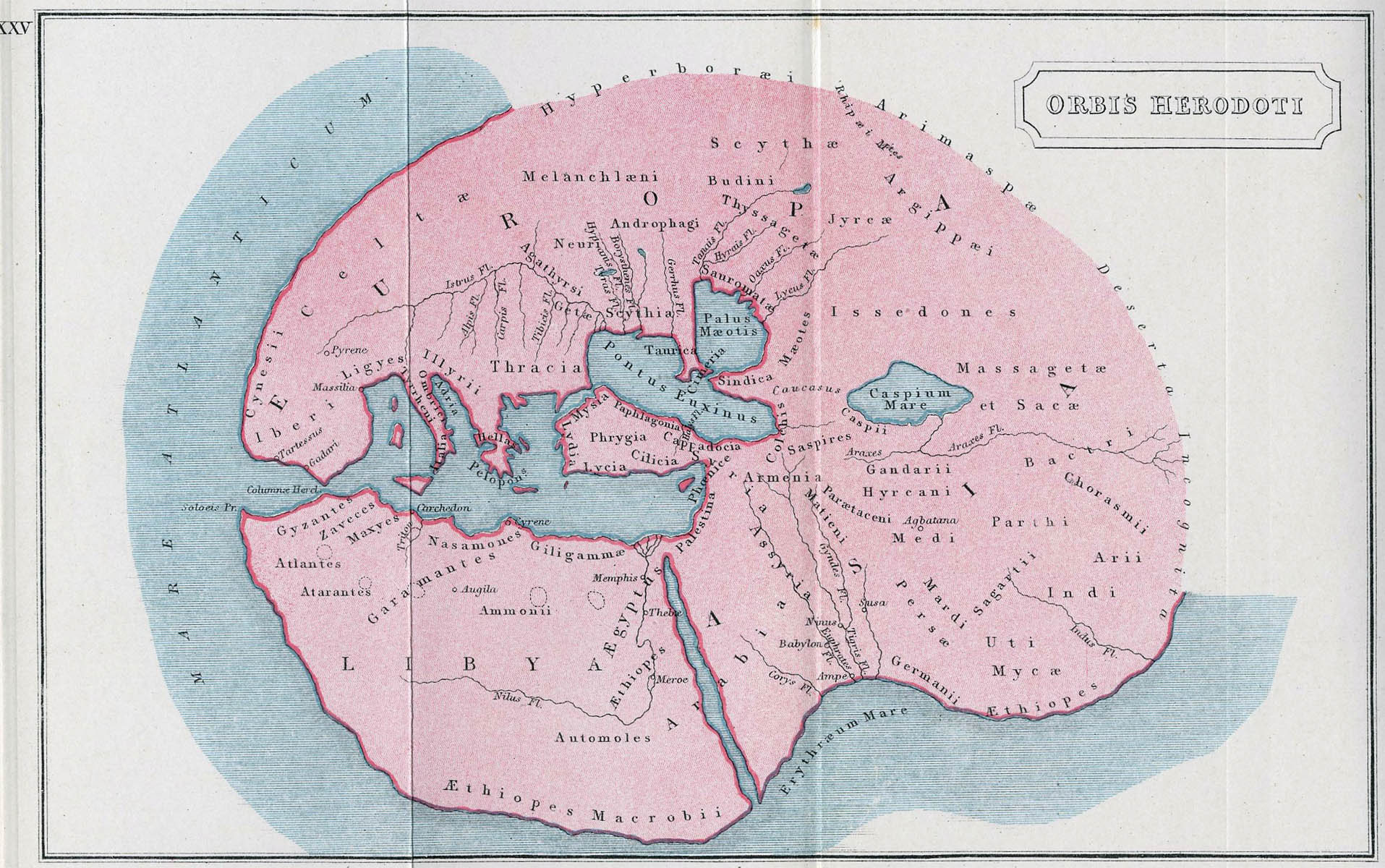
Тиссагети на теренах давньої Скіфії

Тиссаге́ти (фіссаге́ти) (дав.-гр. Θυσσαγέται) — стародавній народ, що мешкав, згідно з Геродотом, на південь від будинів. Сусідили з народом іюрків. Мешкали в лісах, промишляли полюванням. Однак знайоме їм було і конярство. Більшість дослідників ототожнюють фіссагетів з носіями городецької культури.